# Batteria galleggiante

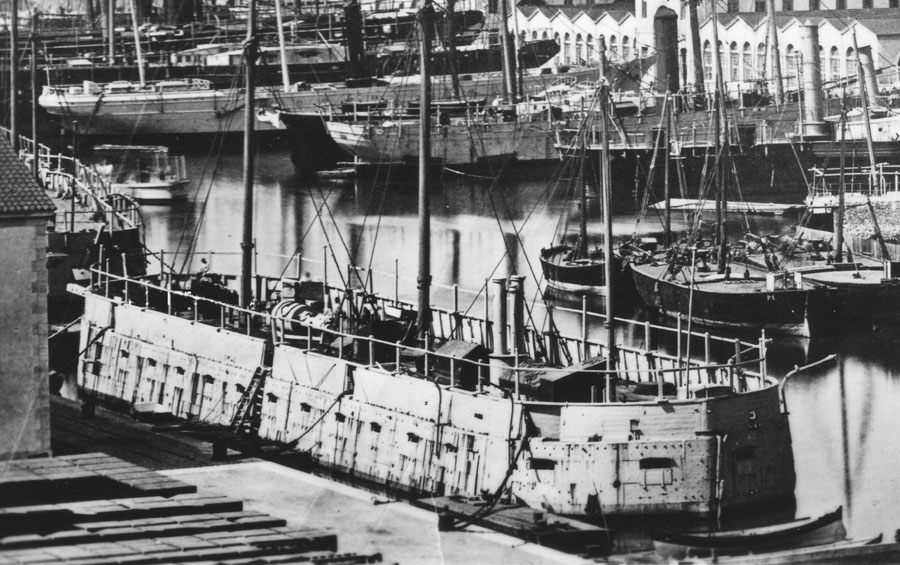
La Lave, una batteria galleggiante classe Dévastation, che assieme alle sorelle Tonnante e Dévastation, durante la battaglia di Kinburn distrusse le difese costiere russe

Una batteria galleggiante è un tipo di imbarcazione militare, spesso improvvisata o sperimentale, dotata di corazzatura ed armamento pesante ma priva delle qualità di una vera e propria nave da guerra. Inizialmente dotate di vele, le prime batterie galleggianti a vapore vengono indicate come le prime navi corazzate, ma nella realtà soffrivano di forti limitazioni all'apparato propulsivo, tanto che per lunghi spostamenti necessitavano di essere rimorchiate.
Anche se il loro contributo alla storia della marina è considerato marginale, i loro brevi successi convinsero la Francia ad iniziare la progettazione di un nuovo tipo di nave, processo che culminò col varo de la Gloire, la prima nave corazzata.

## Storia

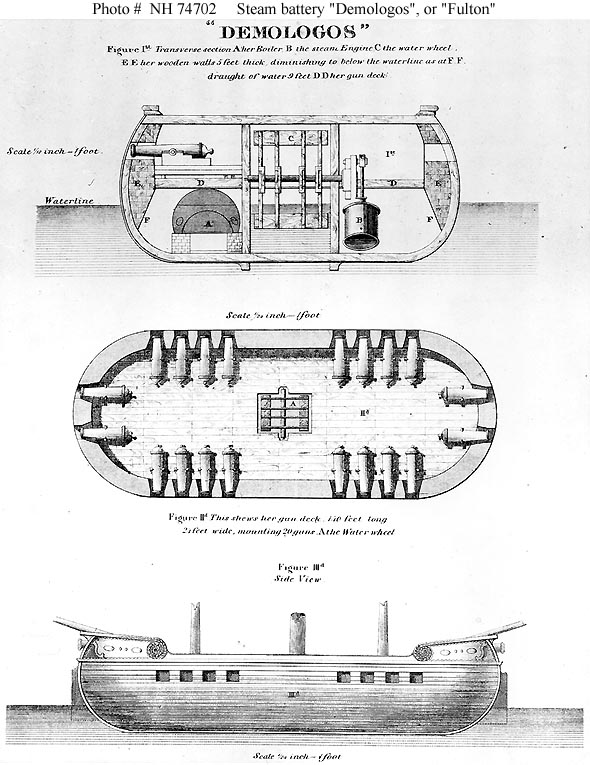
Schema di massima della Demologos, prima batteria galleggiante a vapore

Apparsa per la prima volta durante il Grande assedio di Gibilterra, l'invenzione della batteria galleggiante è attribuita allo spagnolo Antonio Barceló. Una batteria galleggiante progettata e costruita appositamente come tale (non si trattava, cioè, di una conversione) fu la Flådebatteri No. 1, progettata da Henrik Gerner nel 1787. Lunga 47 m, larga 13 ed armata con 24 cannoni, fu impiegata durante la battaglia di Copenaghen del 1801, sotto il comando di Peter Willemoes. I britannici fecero un uso limitato delle batterie galleggianti durante la Rivoluzione francese e le Guerre napoleoniche, costruendone due classi, la Musquito e la Firm, ed altre unità singole. Le più importanti batterie galleggianti furono costruite o progettate nel XIX secolo, e furono legate allo sviluppo della prima nave da guerra a vapore, la francese Napoléon, ed alla nascita della nave corazzata. La prima batteria galleggiante con motore a vapore fu la statunitense Demologos, costruita per proteggere il porto di New York durante la guerra anglo-americana del 1812. Negli anni 1850, le Royal Navy e la Marine nationale schierarono batterie galleggianti corazzate in ferro a supporto della loro flotta in legno a vapore impegnata nella guerra di Crimea. I francesi usarono le loro batterie galleggianti nel 1855 alla battaglia di Kinburn, dove si dimostrarono efficaci contro le difese di terra russe. I britannici stavano pianificando di utilizzare le loro batterie galleggianti nel Mar Baltico, contro Kronštadt, e questo potrebbe aver influenzato la richiesta di pace dei russi. Tuttavia, per tutto il XIX secolo Kronštadt fu ampiamente considerato come l'arsenale più pesantemente fortificato al mondo, con continui aggiornamenti alle sue difese per rimanere al passo coi cambiamenti tecnologici delle navi da guerra. Anche se le batterie galleggianti britanniche furono approntate per attaccare Kronštadt già nei primi mesi del 1856, i russi avevano già costruito una nuova rete di fortificazioni periferiche, dotate di batterie di mortai, ed avevano posizionato numerose mine navali, che i britannici sarebbero stati impossibilitati a rimuovere sotto al fuoco nemico. Batterie galleggianti furono costruite sia dall'Unione che dalla Confederazione nel corso della guerra civile americana. La prima fu la Batteria galleggiante del porto di Charleston, costruita dai confederati, che ebbe parte attiva nella battaglia di Fort Sumter dell'aprile 1861. Navi corazzate sperimentali, rivelatesi o troppo ingombranti o sottopotenziate, furono spesso convertite in batterie galleggianti e impiegate in fiumi e sotto costa. Anche in questo caso, le batterie galleggianti, come i monitori impiegati anch'essi in ruoli simili, si rivelarono profondamente vulnerabili alle mine, se protette dallo sminamento dal fuoco di fortificazioni. Di conseguenza, le difese combinate del porto di Charleston, in Carolina del Sud, non furono mai espugnate dalle forze dell'Unione.